# Neujahrskonzert der Wiener Philharmoniker 1980

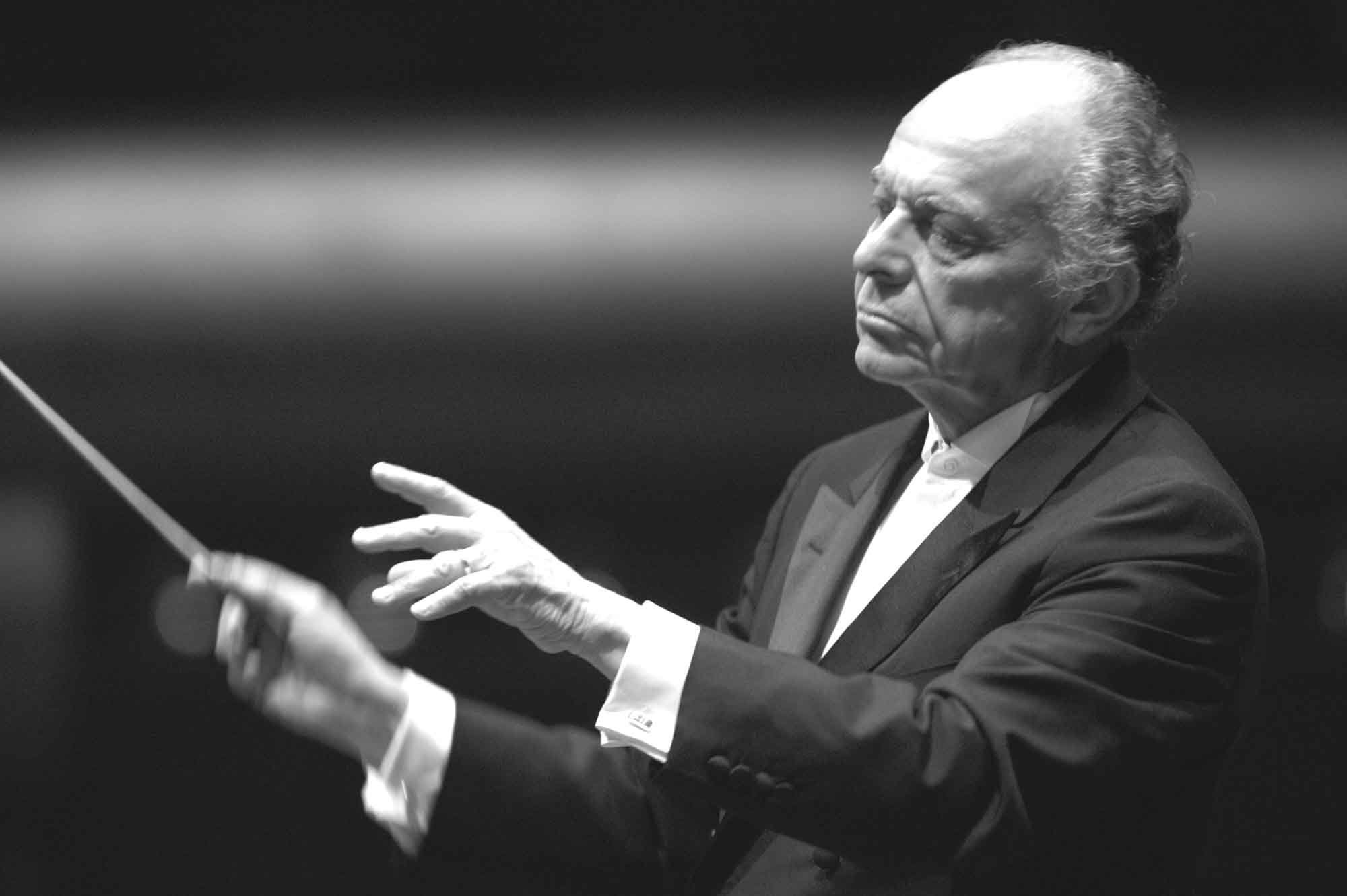
Lorin Maazel

Das Neujahrskonzert der Wiener Philharmoniker 1980 war das 40. Neujahrskonzert der Wiener Philharmoniker und fand am 1. Jänner 1980 im Goldenen Saal des Wiener Musikvereins statt.
Geprägt war das Konzert im Hintergrund durch drei Besonderheiten, über die allerdings weder die Anwesenden, noch die Zuschauer bzw. Zuhörer informiert wurden:
1. Nachdem Willy Boskovsky im Oktober 1979 das Dirigat des Neujahrskonzertes 1980 aus gesundheitlichen Gründen absagen musste, übergaben die Wiener Philharmoniker nach langwierigen Diskussionen kurzfristig das Dirigat an Lorin Maazel (1930–2014), der danach noch zehn weitere Neujahrskonzerte übernehmen sollte.[1] Eine Würdigung Boskovskys erfolgte in dem Konzert nicht, auch erfolgte im Konzert bzw. dessen im Fernsehen übertragenen 2. Teil keine Erklärung zum Dirigentenwechsel.[2] Zum Konzert selbst konnte Maazel nur das Konzept und die Vorarbeiten Boskovsys übernehmen und ausführen, eigene Akzente waren ihm auf Grund der Kurzfristigkeit seiner Übernahme nicht möglich gewesen.
Ob und wie weit eine „Rückübertragung“ an Willy Boskovsky für das Neujahrskonzert 1981 angedacht oder vorbereitet wurde, ist derzeit nicht bekannt. Auch eine öffentliche Würdigung seiner Person in einem Neujahrskonzert – zu seinen Lebzeiten – gab es durch die Wiener Philharmoniker nicht, er wurde seinerzeit von ihnen schlicht „abserviert“.
2. Gleichwohl hatte Willi Boskovsky die Voreinspielungen der Ballettaufzeichnungen mit den Wiener Philharmonikern dirigiert, die im Frühsommer 1979 aufgenommen worden waren. Korrekterweise hat das Neujahrskonzert demzufolge – als bisher einziges aller Neujahrskonzerte – zwei Dirigenten: Willi Boskovsky für die Voraufzeichnungen der Ballettübertragungen, die Playback eingespielt wurden, und Lorin Maazel für die Liveübertragung.[3]
3. Besonders kritisch war, dass der Regisseur Hermann Lanske am 28. Dezember 1979 während einer Probe für das Konzert bewusstlos zusammengebrochen war und im Rettungswagen, der ihn auf eine Intensivstation bringen sollte, verstarb: Claus Viller, in den letzten Jahren der Übertragung sein ständiger Assistent, übernahm kurzfristig die Bildregie.[3]

Die Aufnahmen zeigen – abgesehen von der fehlenden Würdigung Boskovskys für die internationale Zuhörer- und Zuschauergemeinschaft – keinen Bruch zu Konzerten der Vorjahre.
Das Ballett der Wiener Staatsoper tanzte die Walzer Aquarellen von Josef Strauss und den Walzer Morgenblätter von Johann Strauss (Sohn) in der Choreografie von Gerlinde Dill.
Das Konzert wurde in Ton komplett übertragen, die Fernsehübertragung umfasste den 2. Teil (einschließlich der Zugaben).

## Programm

### 1. Teil
- Johann Strauss (Sohn): Ouvertüre zur Operette Die Fledermaus
- Josef Strauss: Sphärenklänge, Walzer, op. 235
- Johann Strauss (Sohn): Neue Pizzicato-Polka, op. 449
- Johann Strauss (Sohn): Perpetuum mobile, Musikalischer Scherz, op. 257
- Johann Strauss (Sohn): Wiener Blut, Walzer, op. 354

### 2. Teil
- Jacques Offenbach: Ouvertüre zur Opéra bouffe Orpheus in der Unterwelt*
- Johann Strauss (Sohn): Morgenblätter, Walzer, op. 279
- Johann Strauss (Sohn): Fata morgana, Polka mazur, op. 330
- Johann Strauss (Sohn): Banditen-Galopp, op. 378
- Johann Strauss (Sohn): Klänge der Heimat, Csárdás aus der Operette Die Fledermaus, o. op.
- Johann Strauss (Sohn):  Kaiser-Franz-Joseph-I.-Rettungs-Jubel-Marsch, op. 126*
- Josef Strauss: Aquarellen, Walzer, op. 258
- Josef Strauss: Eingesendet, Polka schnell, op. 240

### Zugaben
- Carl Michael Ziehrer: Loslassen, Polka schnell, op. 386*
- Johann Strauss (Sohn): An der schönen blauen Donau, Walzer, op. 314
- Johann Strauss (Vater): Radetzky-Marsch, op. 228

Werkliste und Reihenfolge sind der Website der Wiener Philharmoniker entnommen.
 Mit * gekennzeichnete Werke standen erstmals in einem Programm eines Neujahrskonzertes.

## Aufnahme
Die Vinyl-LP Wiener Philharmoniker - Lorin Maazel - Neujahrskonzert erschien 1980 bei der Deutschen Grammophon. Obwohl als „Live-Mitschnitt“ gekennzeichnet, spiegelt die Trackliste die Abfolge des Konzertes nicht wider. Die Walzer Morgenblätter (Johann Strauss (Sohn)), Aquarellen und Sphärenklänge (Josef Strauss) fehlen.

## Besetzung (Auswahl)
- Lorin Maazel, Dirigent des Live-Konzertes und der Voraufführungen
- Willi Boskovsky, Dirigent der Voraufnahmen der Balletteinspielungen im Konzert am 1. Jänner 1980
- Wiener Philharmoniker
- Ballett der Wiener Staatsoper